# Cadell ap Rhodri
Cadell ap Rhodri (854–909) fue rey de Seisyllwg, un reino menor en el suroeste de Gales, desde aproximadamente 872 hasta su muerte. 

## Vida
Cadell fue el segundo hijo de Rhodri el Grande de Gwynedd y Angharad, una princesa de Seisyllwg. En 872, Gwgon, hermano de Angharad y rey de Seisyllwg, se ahogó sin dejar un heredero. Rhodri se convirtió en protector del reino y, aunque no fue capaz reclamar el trono legalmente para sí, fue capaz de instalar a Cadell como rey.
Cadell traspasó el trono a su hijo, Hywel Dda, a su muerte en 909. Cadell e Hywel juntos también conquistaron Dyfed en 904–905, estableciendo a Hywel como rey en aquella región.  Después de la muerte de su padre, Hywel gobernó los reinos conjuntamente como Deheubarth.

## Footnotes
1. ↑  Lloyd, John Edward (1912). A History of Wales from the Earliest Times to the Edwardian Conquest. Longmans, Green, and Co. p. 325. Consultado el 7 de julio de 2010.